# Janusz Karol Barański
Janusz Karol Barański (ur. 31 grudnia 1941 w Warszawie) – polski animator kultury, właściciel księgarni-antykwariatu „Nike” w Łodzi, działacz Stowarzyszenia Przyjaciół Twórczości Jana Kasprowicza, instruktor harcerski w stopniu harcmistrza.

## Nauka i praca zawodowa
Edukację elementarną zdobył w Szkole Podstawowej nr 16 w Łodzi przy ul. Abramowskiego 3 w 1955 roku. Maturę uzyskał w 1959 roku, kończąc II Liceum Ogólnokształcące im. Gabriela Narutowicza w Łodzi przy ul. Targowej (obecnie przy ul. Nowej). Studia wyższe ukończył na Wydziale Prawa i Administracji Uniwersytetu Łódzkiego z dyplomem magistra prawa. Pracował zawodowo w Komendzie Chorągwi Łódzkiej Związku Harcerstwa Polskiego (ostatnio jako zastępca komendanta Chorągwi), następnie przez lata pracował w administracji samorządowej w Dzielnicowej Radzie Narodowej Łódź-Bałuty i Łódź-Śródmieście. Od 1982 do końca 2017 roku prowadził księgarnię – antykwariat „Nike”.

## „Nike”
23 sierpnia 1982 roku otworzył własną księgarnię-antykwariat „Nike” w niewielkim posklepowym lokalu przy ul. Andrzeja Struga 3 w Kamienicy II Łódzkiego Towarzystwa Pożyczkowo-Oszczędnościowego i prowadził ją do 30 grudnia 2017 r.
- Specjalnością księgarni były publikacje o Łodzi. Także o województwie łódzkim, oraz przewodniki i mapy wielu regionów Polski, Europy i świata, albumy i pamiątki, szczególnie łódzkie. Jak również reprinty map i planów miasta Łodzi, dawnych łódzkich widokówek.
- Księgarnia przez lata była i miejscem wielu inicjatyw kulturalnych propagujących i wzbogacających kulturę i miejscem spotkań miłośników dawnej Łodzi, z plastykami, autorami książek szerokiego kręgu łodzian z pisarzami, plastykami, dziennikarzami, podróżnikami, taternikami, kolekcjonerami. Przygotowywał w „Nike” liczne promocje „książek z autografem”, wystawy prac plastycznych i wydawnictw bibliofilskich, ekspozycje głównie związane tematycznie z Janem Kasprowiczem, ale nie tylko. Był bowiem pomysłodawcą utworzenia w Łodzi w 1983 roku.
- Oddziału Stowarzyszenia Przyjaciół Twórczości Jana Kasprowicza (SPTJK) i jednym z jego członków założycieli. Od rejestracji Oddziału Łódzkiego Stowarzyszenia w 1984 do 2002 roku pełnił funkcję wiceprezesa zarządu, a w latach 2002–2005 – członka komisji rewizyjnej. W latach 1987–1994 był we władzach naczelnych SPTJK, jako członek Sądu Koleżeńskiego. Przez kilkanaście lat „Nike” była siedzibą Oddziału Łódzkiego Stowarzyszenia, miejscem jego spotkań, ośrodkiem życia kulturalnego oddziałującym na społeczeństwo Łodzi.

W 1988 r. współorganizował z XV LO im. Jana Kasprowicza w Łodzi trzydniowy VII Zlot Szkół im. Jana Kasprowicza, w którym uczestniczyły dzieci i młodzież z kilkunastu polskich szkół, realizując bogaty program kulturalny.
- Pomysłodawca i edytor wielu bibliofilskich druków ulotnych i innych wydawnictw, w wyniku jego współpracy z łódzkimi grafikami powstały grafiki, ekslibrisy i karykatury Jana Kasprowicza, ale i łódzkich działaczy kultury.
- Wielotomowa kronika działań „Nike” (liczy już 21 tomów) dokumentuje szczegółowo bogate i wielostronne działania w sferze kultury. Do prowadzonej „na żywo” kroniki wklejane są liczne zdjęcia i płyty CD ze zdjęciami z działań w „Nike”, wycinki prasowe, dyplomy, pamiątki.
- Co roku w sierpniu w witrynie swojej księgarni pokazywał pamiątki i publikacje obrazujące powstanie warszawskie.
- 31 grudnia 2017 r. księgarnia „Nike” prowadzona nieprzerwanie 35 lat przez Janusza Karola Barańskiego została zamknięta. Na ostatnim spotkaniu w sylwestrowe południe byli m.in. sam właściciel ze starszym synem Marcinem, Benedykt Wandachowicz – prezes Stowarzyszenie Księgarzy w Łodzi, Zbigniew Janeczek plastyk, autor bardzo wielu grafik i ekslibrisów związanych z Łodzią i „NIKE”, Andrzej Machejek (wydawnictwo Hamal) i Michał Koliński (Dom Wydawniczy Księży Młyn; najczęściej cytowana w Wikipedii publikacja: Marek Baran Koleje linowe i wyciągi narciarskie w Polsce. Historia i dzień dzisiejszy Łódź  Księży Młyn Dom Wydawniczy Michał Koliński, 2010, ISBN 978-83-7729-036-1) – obaj wydawcy bardzo wielu ważnych książek o dziejach Łodzi, Grzegorz Skrzypek – hurtownik książek, Zdzisław Szczepaniak – dziennikarz, literat, autor wielu książek m.in. na tematy łódzkie, Łukasz Kaczyński – redaktor naczelny „Kalejdoskopu” – łódzkiego miesięcznika kulturalno-informacyjnego, Mirosław Zbigniew Wojalski – autor wielu książek o dziejach i zabytkach Łodzi sprzedawanych w „Nike” przez 25 lat.

Odczytali wspomnieniowe wiersze Zdzisław Szczepaniak i Mirosław Zbigniew Wojalski. Pozostali uczestnicy dzielili się wspomnieniami z działalności „Nike” i spotkań z Januszem Karolem Barańskim, barwnie opisywali pasje Jubilata, który w tym samym dniu obchodził swoje 76. urodziny.
O zamknięciu „NIKE” pisały „Gazeta Wyborcza Łódź” 29 grudnia 2017 (z rekomendacją na pierwszej stronie wydania ogólnopolskiego), dużym zdjęciem Janusza Karola Barańskiego za witryną księgarni na całej pierwszej stronie i artykułem na stronach 6–7 Aleksandry Pucułek Nike za chwilę znika. Także Łukasz Kaczyński w artykule Nike, co znika w numerze 12/2017 „Kalejdoskop Magazynu kulturalnego Łodzi i województwa łódzkiego” s. 44.    

## Inne działania społeczne
- Członek Towarzystwa Opieki nad Zabytkami (TOnZ) w Łodzi (księgarnia była członkiem wspierającym TOnZ).
- Członek Rotary Klub.
- Od 1985 członek Łódzkiego Towarzystwa Przyjaciół Książki.
- Od 1982 członek Związku Księgarzy Polskich, Okręg w Łodzi, które w 2001 przyznało mu swoją Złotą Odznakę Honorową.

## Varia
Posiada licencję zawodnika rajdowego, brał udział w rajdach samochodowych w barwach Automobilklubu Łódzkiego.

## Odznaczenia
- Złoty Krzyż Zasługi
- Srebrny Krzyż Zasługi
- Medal Pro Publico Bono im. Sabiny Nowickiej (2011)[2]
- Odznaka „Zasłużony Działacz Kultury” (1987)
- Odznaka „Za Zasługi dla Miasta Łodzi” (2000)
- Złota Odznaka Honorowa Związku Księgarzy Polskich (2001)

## Nagrody
- Nagroda Miasta Łodzi (2007)